# 洪妙
洪妙（1904年—1986年），广东澄海人，著名潮劇演員，工老旦，亦能打鼓、操琴、吹嗩吶。
他生在泰國，從小學習潮劇藝術。
1958年12月25日廣東潮劇院在汕頭成立后，長期任主要演員。
在中華人民共和國成立后攝製的《蘇六娘》、《劉明珠》、《張春郎削髮》彩色潮劇電影裡演出重要角色。